# Митвайда
Митвайда (на немски: Mittweida) е град в Германия, разположен в окръг Средна Саксония, провинция Саксония. Към 31 декември 2011 година населението на града е 15 341 души. През 16 век градът бележи разцвет на търговията, текстилната индустрия и производство на пиво. Съвременният му облик в значителна степен се определя от висшето техническо училище.

## География
Градът е разположен в долината на река Чопау, с надморска височина между 214 и 342 метра. Намира се на 54 км от град Дрезден и на 18 км северно от град Кемниц.

## Побратими градове
- Габрово, България
- Ческа Липа, Чехия
- Вирзен, Германия
- Борнхеим, Германия